# WinWAP
WinWAP — WAP-браузер, разработанный финской компанией Winwap Technologies для операционных систем семейства Windows. Название образовано из комбинации слов «Windows» и «WAP». Программа распространялась свободно по принципу shareware.

## История
Компания Winwap Technologies была основана в 1995 году в Хельсинки. В 1999 году она выпустила браузер WinWAP — первый в мире WAP-браузер для Windows. Первая версия браузера поддерживала WAP 1.2. Более поздние версии браузера поддерживают WAP 2.0, WML, XHTML Mobile Profile и HTML.
В 2005 году была выпущена мобильная версия браузера для устройств на базе Windows Mobile, предназначенная для устройств как с сенсорным экраном, так и без такового.
Впоследствии разработчики выпустили WinWAP Mobile browser emulator — программу для стационарных компьютеров, эмулирующую отображение браузера WinWAP на кнопочном телефоне без сенсорного экрана. Она позволила просматривать сайты, доступные только для мобильных телефонов, а также дала возможность отладки собственных WAP-страниц. Важным преимуществом её стала возможность использования обычного подключения к сети вместо очень дорогого (на тот момент) доступа к мобильному WAP-интернету.
В 2008 году разработка десктопной версии браузера была прекращена. В 2011 году та же участь постигла и мобильное приложение.

## Описание
| Системные требования - ~2,2 МБ встроенной памяти (1,3 МБ минимально) - ~2 МБ оперативной памяти (зависит от просматриваемого контента) Поддерживаемые стандарты - XHTML (Full & Mobile Profile) - CSS 2 - DOM Level 2 - JavaScript 1.7 - AJAX - HTTP 1.1 (Keep Alive, Простая и Дайджест аутентификация, поддержка gzip) - WSP/WTP (WAP 1.2) Transport and download - WAP Push Протоколы защиты - TLS 1.0 - SSL 3 - WTLS (не на всех платформах) Цветовая модель - 8-bit и 32-bit - Монохромный или цветной - RGB565, RGB574, RGB0555 и т. д. | Пользовательские функции - Cookies - Управление кэш-памятью - User-Customized JavaScript Objects - Закладки, История - Поддержка мыши, клавиатуры и тачпада - Drag to scroll - Масштабирование Графические форматы - JPEG - GIF-анимация - PNG (с поддержкой Alpha Blending) - WBMP (Wireless Bitmap) - Adobe Flash (плагин) Кодировки текста - Unicode - Shift-JIS, EUC-JP - Big5, EUC-CN - EUC-KR - Cyrillic - ISO8859 |